# Paraparesi spastica tropicale
La paraparesi spastica tropicale (TSP), chiamata anche mielopatia associata a HTLV-I (HAM) o mielopatia associata a HTLV-I/paraparesi spastica tropicale (HAM/TSP) è una condizione medica che causa debolezza, spasmi muscolari e disturbi sensoriali causata dal virus T-linfotropico umano, con conseguente paraparesi.
Come suggerisce il nome, è più comune nelle regioni tropicali, compresi i Caraibi.
In alcuni paesi le sacche di sangue per la trasfusione vengono analizzate per gli anticorpi HTLV-1, come misura preventiva.

## Storia ed epidemiologia
Per diversi decenni, il nome "paraparesi spastica tropicale" è stato usato per descrivere una sindrome clinica cronica e progressiva che colpiva gli adulti che vivono nelle aree equatoriali del mondo.
Inizialmente si pensava che questa condizione fosse associata ad agenti infettivi (come Treponema pertenue e Treponema pallidum, che causano infiammazione del sistema nervoso centrale) e a carenze nutrizionali croniche (come l'avitaminosi) o all'esposizione a cibi potenzialmente tossici (come la manioca amara).
Le mieloneuropatie tropicali sono classificate come due sindromi separate: la neuropatia atassica tropicale (TAN) e la paraparesi spastica tropicale (TSP). Sono collocate insieme perché i primi casi si sono verificati nei paesi tropicali, sebbene la paraparesi spastica tropicale si sia verificata in paesi temperati come il Giappone).

## Patogenesi
Nella paraparesi spastica tropicale, l'HTLV-1 mostra una risposta immunitaria acquisita cellulare marcata e un'alta produzione di citochine proinfiammatorie. Anche la sovraespressione di IFN è stata dimostrata. Anche il numero di cellule NK (CD56 + e CD16 +) è diminuito.
L'HTLV-1 può essere trasmesso tramite l'allattamento al seno (da madre a figlio), il contatto sessuale, tramite il contatto del sangue (trasfusione o condivisione dell'ago).

## Clinica

### Sintomatologia

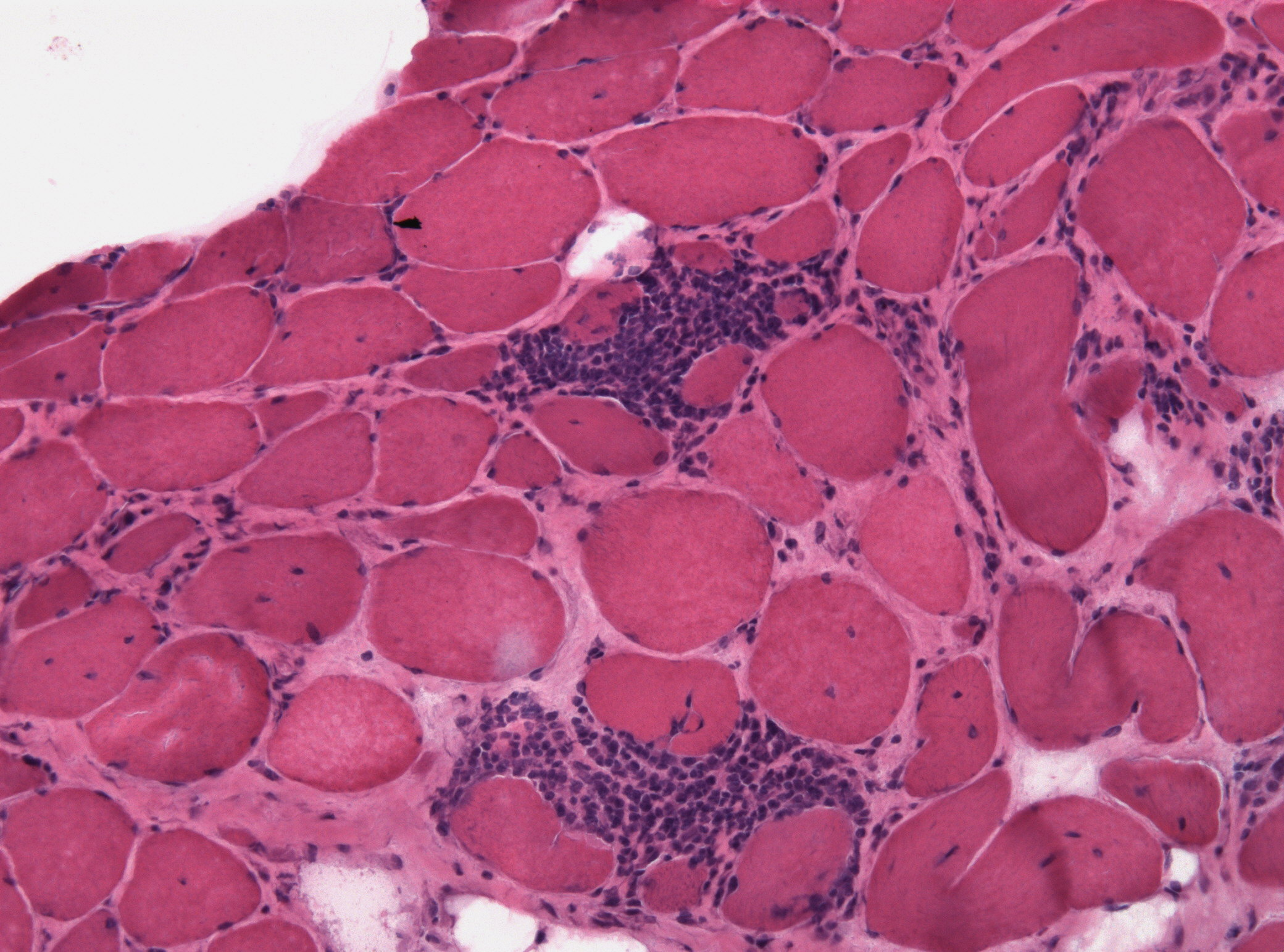
Polimiosite

Alcuni dei segni della paraparesi spastica tropicale sono:
- Instabilità delle gambe
- Disfunzione urinaria
- Disfunzione intestinale
- Mal di schiena
- Problemi di erezione
- Psoriasi

Gli individui con TSP possono anche presentare uveite, artrite (infiammazione di una o più articolazioni), alveolite linfocitaria polmonare (infiammazione dei tessuti polmonari), polimiosite (una malattia muscolare infiammatoria), cheratocongiuntivite secca (secchezza persistente della cornea e della congiuntiva) e dermatite infettiva.

### Diagnosi
Tra i metodi di diagnosi della paraparesi spastica tropicale ci sono la RM (risonanza magnetica) e la puntura lombare (che può mostrare linfocitosi).

## Trattamento
Il trattamento del TSP consiste nei corticosteroidi per contrastare l'infiammazione con relativo successo.
Un derivato sintetico, il 17-alfa-etinil testosterone, può essere usato per trattare la paraparesi spastica tropicale, con un miglioramento della funzione motoria e della vescica ma non è sostenibile un trattamento a lungo termine.
Mogamulizumab, un anticorpo monoclonale anti-CCR4 IgG1, è stato studiato come possibile trattamento per la paraparesi spastica tropicale. L'anticorpo riduce il carico virale HTLV-1 e la produzione di citochine pro-infiammatorie.
L'acido valproico riesce a ridurre il carico provirale di HTLV-1 (sebbene i benefici clinici fossero minimi o nulli). Un'ulteriore combinazione di acido valproico e zidovudina ha dimostrato una diminuzione della concentrazione virale negli animali.

## Prognosi
La prognosi della paraparesi spastica tropicale indica un miglioramento in una percentuale dei casi dovuta al trattamento immunosoppressivo. Una percentuale più alta alla fine perderà la capacità di camminare entro un intervallo di dieci anni.